# Рокітно-Шляхецьке
Рокітно-Шляхецьке (пол. Rokitno Szlacheckie) — село в Польщі, у гміні Лази Заверцянського повіту Сілезького воєводства.
Населення — 1103 особи (2011).
У 1975-1998 роках село належало до Катовицького воєводства.

## Демографія
Демографічна структура станом на 31 березня 2011 року:
|          | Загалом | Допрацездатний вік | Працездатний вік | Постпрацездатний вік |
| -------- | ------- | ------------------ | ---------------- | -------------------- |
| Чоловіки | 561     | 93                 | 405              | 63                   |
| Жінки    | 542     | 84                 | 301              | 157                  |
| Разом    | 1103    | 177                | 706              | 220                  |